# Cleptonotus subarmatus
Cleptonotus subarmatus är en skalbaggsart som först beskrevs av Leon Fairmaire och Germain 1859.  Cleptonotus subarmatus ingår i släktet Cleptonotus och familjen långhorningar. Inga underarter finns listade i Catalogue of Life.